# Шрек (мультфильм)
«Шрек» (англ. Shrek) — американский компьютерно-анимационный фэнтезийный комедийный фильм 2001 года, основанный на одноименной детской книге Уильяма Стейга. Снятый Эндрю Адамсоном и Вики Дженсон (в их полнометражных режиссёрских дебютах) по сценарию Теда Эллиота, Терри Россио, Джо Стиллмана и Роджера С. Х. Шульмана, это первый мультфильм из серии фильмов о Шреке. Главные роли озвучивали Майк Майерс, Эдди Мёрфи, Камерон Диас и Джон Литгоу. По сюжету огр по имени Шрек обнаруживает, что его дом на болоте наводнён сказочными существами, изгнанными одержимым правителем лордом Фаркуадом. С помощью Осла Шрек заключает договор с Фаркуадом, чтобы спасти принцессу Фиону в обмен на восстановление контроля над своим болотом.
В 1991 году права на экранизацию рассказа приобрёл Стивен Спилберг, планировавший снять традиционный анимационный фильм с Биллом Мюрреем в роли Шрека. В 1996 году за экранизацию взялась студия DreamWorks пригласив на главную роль Криса Фарли. В декабре 1997 года Фарли умер, успев к тому времени озвучить около 80 — 90 % фильма, после чего роль досталась Майку Майерсу. Одним из условий Майерса была полная переработка сценария фильма, так как он не хотел, чтобы его рассматривали в качестве замены Фарли.
После покупки в 1991 году прав на книгу Стейга Стивен Спилберг попытался создать рисованную экранизацию, но в 1994 году Джон Х. Уильямс убедил его передать проект недавно основанной DreamWorks. В 1995 году Джеффри Катценберг вместе с Уильямсом и Ароном Уорнером, сразу после покупки студией прав у Спилберга, начала разработку «Шрека». Главного героя озвучил Крис Фарли, записавший большую часть необходимых диалогов, но в 1997 году, не успев закончить свою работу над фильмом, он умер. Вместо него был нанят Майерс, который придал Шреку его культовый шотландский акцент. Первоначально предполагалось, что картина будет создана с использованием захвата движения, но после плохих результатов испытаний студия наняла компанию Pacific Data Images для завершения окончательной компьютерной анимации. Мультфильм пародирует другие экранизации сказок, в первую очередь ленты Disney.
Премьера состоялась в театре «Mann Village» в Уэствуде, позже он был показан на Каннском кинофестивале 2001 года, где боролся за «Золотую пальмовую ветвь», таким образом став первым анимационным фильмом со времён «Питера Пэна» (1953), выбранным на эту премию. В США мультипликационный фильм был выпущен компанией DreamWorks Pictures 18 мая 2001 года, в России 31 октября и заработал по всему миру более 487 миллионов долларов, став четвёртым самым кассовым релизом 2001 года. Критики высоко оценили его анимацию, озвучку, саундтрек, сценарий и юмор, которые, как они отметили, нравятся как взрослым, так и детям. «Шрек» был номинирован на премию «Оскар» за лучший адаптированный сценарий и получил награду за лучший полнометражный анимационный фильм. Также он имел шесть номинаций на премию «BAFTA», победив в номинации «Лучший адаптированный сценарий».
Успех помог DreamWorks Animation стать конкурентом Pixar в области компьютерной анимации. Студия выпустила четыре продолжения — «Шрек 2», «Шрек Третий», «Шрек навсегда» и «Шрек 5», последний из которых находится в разработке, а также спин-офф с его сиквелом и другие произведения франшизы под названием «Шрек». Он также считается одним из самых влиятельных мультфильмов 2000-х годов, и в 2020 году был выбран для сохранения в Национальном реестре фильмов США. В апреле 2023 года студия DreamWorks Animation начала работу над пятой частью мультипликационной серии «Шрек», выход которого состоится 23 декабря 2026 года.

## Сюжет
Шрек — огромный зелёный огр (великан-людоед из западноевропейских сказок), который живёт в одиночестве на болоте в маноре Дюлок, населённом людьми, животными, куклами и другими героями разных европейских сказок и легенд (например, Красная Шапочка, Пиноккио, три слепых мышки из английского детского фольклорного стихотворения). Людей он, по доброте душевной и вопреки бытующим убеждениям, не ест, поэтому изредка наведывающихся на болото компании «охотников за ограми» он просто пугает, и их страх греет его самолюбие. Огр счастлив и доволен своей жизнью.
Но однажды привычной жизни Шрека приходит конец: феодал Дюлока, злобный и циничный коротышка Фаркуад изгоняет всех героев разных сказок из своих земель на болото Шрека (согласно сценарному наброску — чтобы своим вольнодумством не мешали городу Дюлоку зарабатывать на чисто человеческом туризме). Разозлённый нашествием Шрек отправляется выяснять отношения в город к Фаркуаду. Самому Шреку депортация нисколько не грозит, ведь он легко одолевает всех крестьян, пытающихся поймать его. За ним увязывается болтливый и надоедливый говорящий Осёл, которого огр незадолго до этого случайно спас от солдат Фаркуада, проводивших фильтрацию жителей на «ненормальность».
Фаркуаду надоело быть простым лордом, он жаждет расширения власти до уровня короля, но по сказочному канону для коронации надо жениться на принцессе. Солдаты лорда во время рейда против сказочных созданий добывают своему господину Волшебное зеркало (из сказки про Белоснежку), которое под угрозой разбития показывает Фаркуаду на выбор трёх дебютанток. В итоге лорд отдаёт предпочтение не Золушке или Белоснежке, а принцессе Фионе. Зеркало связывает лорда магическим контрактом с избранницей, но тут выясняется, что Фиона заточена в башне замка, охраняемого огнедышащим драконом. И её надо спасти.
Ещё Зеркало пытается предупредить лорда о каком-то проклятии на Фионе, но Фаркуад слишком озабочен драконом и не дослушивает до конца. Он устраивает рыцарский турнир, победитель которого получит почётное право одолеть дракона и вызволить принцессу, так как сам правитель физически не может (да и не хочет) лично сражаться с драконом (позднее показана сцена, что некоторые рыцари, ранее пытавшиеся спасти принцессу, в итоге погибли).
Шрек и Осёл приходят как раз к началу турнира. Заметив их, лорд провозглашает, что тот из рыцарей, кто убьёт огра, станет чемпионом и получит почётное право спасти принцессу. Однако друзья легко всех побеждают. Тогда Фаркуад неожиданно меняет план и объявляет победителем турнира Шрека. В итоге Шрек соглашается спасти для лорда принцессу, если взамен Фаркуад разрешит сказочным существам уйти с его болота. Договор заключён.
Шрек и Осёл отправляются к замку, где встречают дракона. Следует сражение, в ходе которого оказывается, что монстр — весьма падкая на флирт дракониха, чем и воспользовался Осёл. Шрек тем временем проникает в башню Фионы. В итоге им всем втроём удаётся убежать, посадив Дракониху на цепь. Фиона сначала не видит лица Шрека, скрытого шлемом, и думает, что её освободил прекрасный принц (как положено по сюжету её сказки, знакомой ей, как и всем, с детства). Когда Шрек снимает шлем, она приходит в замешательство. Но Шрек успокаивает принцессу — он всего лишь должен доставить её к настоящему жениху, лорду Фаркуаду, что ей очень не нравится.
Троица направляется в Дюлок, переругиваясь между собой. Осёл пытается наладить дружеские отношения со Шреком, но тот не хочет идти на контакт. В конце концов огр признаётся, что общество категорически не принимает его и не даёт даже объяснить, что людей он не ест, и поэтому он решил специально отыгрывать манеры людоеда и всех пугать. Он уверен, что одному спокойнее.
Но после стычки с Робином Гудом и его компанией «бэк-вокалистов» отношения между Фионой и Шреком постепенно теплеют. Вскоре они обнаруживают, что нравятся друг другу. Однако каждый раз перед закатом принцесса прячется от Шрека и Осла.
Осёл случайно обнаруживает, что ночью Фиона находится под действием заклятья, о котором пыталось предупредить Фаркуада Зеркало: при свете луны красавица превращается в уродливую великаншу-огрицу того же «биологического вида», что и Шрек. Так она должна жить до того момента, когда «поцелуй любви вид истинный вернёт». Осёл намекает, что Фиона могла бы быть счастлива со Шреком.
Шрек случайно слышит часть разговора принцессы и Осла о том, «можно ли полюбить столь ужасного монстра», как Фиона, но ошибочно думает, что они говорят о нём. Он обижается и уходит, а утром передаёт Фиону лорду Фаркуаду в обмен на дарственную на своё же болото, и попутно ссорится с Ослом, попытавшимся неловко разъяснить ситуацию.
Трагедия Шрека и Фионы состоит в том, что они оба вынуждены соответствовать чужим ожиданиям вопреки собственной воле. Шрек вовсе не злобен и не опасен для людей, но его облик огра заставляет его проявлять агрессию и поддерживать стереотипный имидж людоеда в глазах окружающих. Фиона изо всех сил пытается быть милой и прекрасной, а свою «тёмную сторону» она боится и скрывает ото всех. Встреча великана и принцессы была встречей двух родственных душ, но они вынуждены расстаться, хотя и думают друг о друге: Фиона — готовясь к свадьбе с неприятным ей коротышкой, Шрек — наводя порядок на своём болоте после ухода оттуда сказочных существ.
Осёл строит стену поперёк болота, полагая, что половина награды полагается ему, ведь он помогал спасти Фиону. Между ним и Шреком возникает новая ссора, в ходе которой Осёл проговаривается, что Шрек нравится Фионе. Шрек удивлён. Он пытается выяснить, о ком шла речь в разговоре, но тут обиженный Осёл отказывается говорить.
В итоге Шрек понимает, что не должен упустить своё счастье. Он мирится с Ослом и спешит в замок. На помощь ему и Ослу прилетает освободившаяся от цепи Дракониха. Они прибывают как раз вовремя, в самый разгар брачной церемонии, и срывают её. Шрек признаётся принцессе в своих чувствах и просит выбрать его, аргументируя свою позицию тем, что лорду брак нужен только ради личной выгоды и усиления власти. Фаркуад не намерен отступать и по-прежнему предлагает ей свою руку.
Фиона видит, как садится солнце, и решает раскрыть претендентам правду о себе. Увидев Фиону в облике зелёной огрицы, разгневанный лорд Фаркуад приказывает страже заточить свою «невесту-чудовище» в башню, а Шрека казнить. Но последний успевает позвать свистом Дракониху, которая врывается в замок и живьём проглатывает Фаркуада, оставив от него только корону.
Шрек целует Фиону поцелуем любви. Однако она остаётся огром, поскольку это и есть её истинный вид — и он соответствует виду того, кто её любит по-настоящему. Это абсолютно устраивает их обоих, и они играют весёлую свадьбу на болоте в присутствии сказочных героев (букет поймала Дракониха), танцуя под песню «I’m a Believer» группы Smash Mouth, после чего в карете-луковице отправляются в свадебное путешествие. Осёл и Дракониха также готовятся к свадьбе.

## Художественные особенности
Фильм строится на постоянном постмодернистском обыгрывании широко известных образов и сюжетных структур классических литературных сказок и их кинематографических воплощений. Создатели фильма сатирически переосмыслили нравоучительный конформизм, в который выродился к концу XX века жанр художественной сказки, и использовали в фильме привычные сказочные образы в непривычной нонконформистской трактовке.
Например, Питер Пэн стоит в очереди, чтобы, как требует закон, сдать фею Динь-Динь стражникам лорда Фаркуада за вознаграждение — подчёркнутая «законопослушность» этого деяния противоречит не только духу классического сюжета о Питере Пэне (который как раз отказывается взрослеть), но и обычной человеческой морали.
Разного рода намёки, рассчитанные на разные возрастные и культурные группы зрителей, и образуют подтекст. В частности, в фильме встречаются отсылки к диснеевским мультфильмам «Питер Пэн» (1953) и «Белоснежка и семь гномов» (1937), к фильмам «Бэйб: Четвероногий малыш» (1995), «Матрица» (1999) и даже к телепередаче «Игра в свидания».
Основной сюжет фильма также является композицией инверсий сюжетов популярных сказок: например, мотив Шрека и Фионы — это точная инверсия сказки о Красавице и Чудовище (в которой Чудовище в итоге оказывается принцем).

### Отсылки к сказкам
- «Белоснежка и семь гномов» — семерых гномов вели, скованных цепями; Волшебное зеркало, предлагавшее принцесс лорду Фаркуаду, ранее принадлежало Злой королеве; утренняя прогулка Фионы в лесу[15].
- «Питер Пэн»; «Дамбо» — Питер Пэн стоял в очереди; сцена с парящим Ослом[15].
- «Пряничный человечек»; «Алиса в стране чудес» — Лорд Фаркуад пытался получить у пряничного человечка информацию о Шляпнике[15].
- «Красавица и Чудовище» — финальная сцена трансформации Фионы[15]

### Отсылки к массовой культуре
- Песня «Welcome to Duloc», которую поют деревянные куклы при входе в Дюлок, является пародией на диснеевскую композицию «It’s A Small World». Она также выдержана в той же композиции и в том же ритме, что и диснеевская песня[16].
- В начале мультфильма Шрек чистит зубы и улыбается своему отражению в зеркале, после чего оно трескается. Такая же сцена есть в фильме «Остин Пауэрс: Шпион, который меня соблазнил», где Майк Майерс сыграл главную роль[17].
- Когда Фаркуад натравляет рыцарей на Шрека, тот забегает на стоящий рядом ринг и с лёгкостью разделывается с рыцарями, используя разные приёмы из реслинга в духе WWE[18].
- В сцене драки между Фионой и людьми Робин Гуда действие останавливается, и камера вращается вокруг персонажей — это отсылка к фильму «Матрица», где использовалась подобная съёмка[15].

## Роли озвучивали
| Актёр           | Роль                            | Русский дубляж                         |
| --------------- | ------------------------------- | -------------------------------------- |
| Майк Майерс     | Шрек / Слепой Мышонок           | Алексей Колган                         |
| Эдди Мёрфи      | Осёл                            | Вадим Андреев (вокал — Алексей Колган) |
| Камерон Диас    | принцесса Фиона                 | Жанна Никонова                         |
| Джон Литгоу     | лорд Фаркуад                    | Владимир Антоник                       |
| Венсан Кассель  | Робин Гуд                       | Александр Груздев                      |
| Питер Дэннис    | охотник на огров                |                                        |
| Клив Пирс       | охотник на огров                |                                        |
| Джим Каммингс   | главнокомандующий               |                                        |
| Бобби Блок      | медвежонок                      | Ирина Гришина                          |
| Крис Миллер     | Джеппетто / Волшебное Зеркало   | Юрий Меншагин / Никита Прозоровский    |
| Конрад Вернон   | Пряня                           | Дмитрий Филимонов                      |
| Коуди Камерон   | Пиноккио / Три Поросёнка        | Всеволод Кузнецов                      |
| Кэтлин Фримен   | старушка, бывшая владелица Осла | Нина Лунёва                            |
| Майкл Галассо   | Питер Пэн                       | Степан Балабанов                       |
| Кристофер Найтс | Слепой Мышонок / Телоний        | Вячеслав Баранов                       |

Первоначально на роль Шрека планировался артист Крис Фарли. Он смог озвучить Шрека примерно на 80 %, но не успел сняться в мультфильме, так как умер в декабре 1997 года. После этого на озвучивание роли был приглашен Майк Майерс. Озвучив большую часть роли, Майерс заявил, что «голос Шрека ему совершенно не нравится», и предложил исполнительному продюсеру Джефри Катценбергу переозвучить Шрека с шотландским акцентом. Такой вариант очень понравился Катценбергу — он согласился. Работы, потребовавшиеся для переозвучивания и изменений в анимации, увеличили бюджет проекта приблизительно на 4-5 миллионов долларов.
Русский дубляж «Шрека» был признан лучшим и демонстрировался на Каннском кинофестивале 2004 года в рамках премьеры мультипликационного фильма «Шрек 2».

## Релиз
- Торжественный премьерный показ фильма состоялся 22 апреля 2001 года.
- Фильм участвовал в конкурсной программе Каннского кинофестиваля, его фестивальный показ состоялся 12 мая 2001 года.
- Фильм вышел в широкий прокат в США 18 мая 2001 года.
- Фильм прошёл в прокате с успехом, собрав 268 миллионов долларов в США и 484 миллиона долларов во всём мире.
- В опросе, проведённом фондом «Общественное мнение» среди жителей России 8—9 февраля 2014 года, фильм «Шрек» поделил третье место с трилогией «Трое из Простоквашино»: по 5 % респондентов отдало им предпочтение как любимому мультфильму (1-е место занял мультсериал «Ну, погоди!» с 20 % голосов, 2-е место — мультсериал «Маша и Медведь» с 7 % голосов)[22][23].

## Музыка
Официальный саундтрек:
1. «Stay Home» — Self
2. «I’m a Believer» — Smash Mouth
3. «Like Wow!» — Лесли Картер
4. «It Is You (I Have Loved)» — Dana Glover
5. «Best Years of Our Lives» — Baha Men
6. «Bad Reputation» — Halfcocked[англ.] (в мультфильме звучит оригинальная версия Джоан Джетт)
7. «My Beloved Monster» — Eels
8. «You Belong to Me» — Джейсон Уэйд
9. «All Star» — Smash Mouth
10. «Hallelujah» — Руфус Уэйнрайт (в мультфильме звучит версия Джона Кейла; слова и музыка Леонарда Коэна)
11. «I’m on My Way» — The Proclaimers
12. «I’m a Believer (reprise)» — Эдди Мёрфи
13. «True Love’s First Kiss» — Harry Gregson-Williams & John Powell

Музыка из мультфильма:
1. «Fairytale»
2. «Ogre Hunters / Fairytale Deathcamp»
3. «Donkey Meets Shrek»
4. «Eating Alone»
5. «Uninvited Guests»
6. «March of Farquuad»
7. «The Perfect King»
8. «Welcome to Duloc»
9. «Tournament Speech»
10. «What Kind of Quest»
11. «Dragon! / Fiona Awakens»
12. «One of a Kind Knight»
13. «Donkey’s Ass»
14. «Escape from the Dragon»
15. «Helmet Hair»
16. «Delivery Boy Shrek / Making Camp»
17. «Friends Journey to Duloc»
18. «Starry Night»
19. «Singing Princess»
20. «Better Out Than In / Sunflower / I’ll Tell Him»
21. «Merry Men»
22. «Fiona Kicks Ass»
23. «Fiona’s Secret»
24. «Why Wait to Be Wed / You Thought Wrong»
25. «Ride the Dragon»
26. «I Object»
27. «Transformation / The End»